# Joel Lamela
Joel Lamela (* 29. Januar 1971 in Nuevitas) ist ein ehemaliger kubanischer Sprinter.
Den bedeutendsten Erfolg seiner Karriere erzielte er mit dem Gewinn der Bronzemedaille in der 4-mal-100-Meter-Staffel bei den Olympischen Spielen 1992 in Barcelona. Die kubanische Mannschaft in der Aufstellung Andrés Simón, Joel Lamela, Joel Isasi und Jorge Aguilera erreichte das Ziel in 38,00 s hinter den Staffeln der Vereinigten Staaten (37,40 s) und Nigerias (37,98 s). Bei den Olympischen Spielen 1996 in Atlanta wurde er mit der Staffel Sechster.
Darüber hinaus gewann Lamela mit der Staffel die Titel bei den Panamerikanischen Spielen 1991 und 1995. Er wurde 1991 kubanischer Meister im 200-Meter-Lauf und gewann über dieselbe Distanz bei den Iberoamerikanischen Meisterschaften die Silbermedaille.
Joel Lamela ist 1,75 m groß und hatte ein Wettkampfgewicht von 72 kg.